# NGC 5133
NGC 5133 је елиптична галаксија у сазвежђу Девица која се налази на NGC листи објеката дубоког неба.
Деклинација објекта је - 4° 4' 55" а ректасцензија 13h 24m 52,9s. Привидна величина (магнитуда) објекта NGC 5133 износи 13,7 а фотографска магнитуда 14,7. NGC 5133 је још познат и под ознакама MCG -1-34-15, IRAS 13222-0346, PGC 46909.